# Wilhelm Johannes Mennes
Wilhelm Johannes Mennes (Apeldoorn 6 april 1861 – Amsterdam, 21 januari 1928) was een Nederlands dirigent, muziekpedagoog en gelegenheidscomponist.
Hij was zoon van parkwachter Abraham Johannes Mennes en Lammerdina Wilhelmina Kukuk. Vader was tevens dirigent aan het hof van koning Willem III der Nederlanden. Wilhelm werd dan geboren op het Kroondomein Het Loo. Hij was getrouwd met Aafje Adriana van den Hoek en Lucretia Petronella Johanna Gerardina Lepeltak Kieft. Hij werd begraven op Begraafplaats Huis te Vraag.
Hij kreeg zijn eerste muziekopleiding van zijn vader. Daarna volgden leraren Hebink te Zutphen en Eelke Mobach, Jacob Kwast en Paul C. Koerman in Amsterdam. Hij werd dirigent van koren als Sursum Corda aldaar en was er tevens muziekdocent. Hij was in Amsterdam bekend als organisator en dirigent bij Oranjefeesten tot in het Paleis voor Volksvlijt aan toe. Voor de Oranjefeesten componeerde het Het Nieuw-Nederlandsche Volkslied, dat nooit het Wilhelmus kon vervangen, maar het werd wel gepubliceerd door Cohen & Zonen te Amsterdam.
Hij heeft in de Verenigde Staten patent aangevraagd op een apparaat voor het strekken van vingers en ondersteuning van de hand bij pianospel Mennes’ Lassa genoemd. Dat laatste werd in Nederland aangeprezen door musici als Julius Röntgen, Daniël de Lange en Willem Mengelberg.
Werklijst:
- De zee, een cantate op tekst van Johan Adam Wormser
- Van Bethlehem naar de Olijfberg, acht liederen op eigen gedichten
- Pianosonate
- Tempelgang, voor orgel, piano en zangstem of koor
- De wederkomst van den Koning in eere, voor gemengd koor draagt opus 6

Hij schreef voorts:
- Handleiding voor het bespelen van het Amerikaansch orgel, benevens over den bouw daarvan
- Nieuwste methode voor het pianospel (1908), Theoretische en praktische handleiding voor het piano-onderwijs en zelfonderricht voor beginnenden en gevorderden (uitgeverij W. Leijdenroth van Boekhoven, Utrecht).